# FM (EP)
Pour les articles homonymes, voir FM.
Albums de Crayon Pop
Pop! Pop! Pop!
(2014)
Singles
1. FM
Sortie : 27 mars 2015

FM est le troisième mini-album du girl group sud-coréen Crayon Pop. Il est sorti le 27 mars 2015, un an après leur dernière sortie coréenne, "Uh-ee". Le titre principal du même nom a été écrit par Shinsadong Tiger et a un concept de "femme guerrière" basé sur les super héros TV comme 
Super Sentai et Sailor Moon.

## Liste des titres
| 1.    | FM                  | Shinsadong Tiger, Monster Factory | Shinsadong Tiger, Monster Factory             | 3:41 |
| 2.    | Hapataka (하파타카) | Kim Yoo-min                       | Kim Yoo-min, Lee Seung-yeop, Lubomir Slavicek | 3:08 |
| 3.    | 1, 2, 3, 4          | Song Ji-hoon                      | Song Ji-hoon                                  | 3:06 |
| 4.    | FM (Inst.)          |                                   | Shinsadong Tiger, Monster Factory             | 3:41 |
| 5.    | Hapataka (Inst.)    |                                   | Kim Yoo-min, Lee Seung-yeop, Lubomir Slavicek | 3:08 |
| 6.    | 1, 2, 3, 4 (Inst.)  |                                   | Song Ji-hoon                                  | 3:06 |
| 19:50 |                     |                                   |                                               |      |

## Classement
| Classement (2015)               | Meilleure position |
| ------------------------------- | ------------------ |
| Corée du Sud (Gaon Album Chart) | 6                  |